# Alune (lud)
Alune, także Makabala – indonezyjska grupa etniczna zamieszkująca zachodnią część wyspy Seram (Moluki). Ich populacja wynosi 10 tys. osób.
Posługują się własnym językiem alune z wielkiej rodziny austronezyjskiej, który zaczął być wypierany przez malajski amboński. W użyciu jest także język indonezyjski.
Są chrześcijanami (w poł. XX w. przyjęli protestantyzm), ale zachowały się elementy wierzeń tradycyjnych. Nie zostali dobrze poznani na gruncie antropologii. Są blisko spokrewnieni z ludem Wemale. Bywają podkładani pod pojęcie Alifuru.
Podstawą utrzymania jest rolnictwo żarowe i wyrabianie sago. Tradycyjnie zajmują się uprawą ryżu suchego i roślin bulwiastych. Do głównych upraw należą słodkie ziemniaki, taro i banany. Pewne znaczenie ma też łowiectwo. Rozwinęli tkactwo. Pożywienie głównie na bazie taro, manioku i sago.
Ich organizacja społeczna opiera się na patrylinearnym systemie pokrewieństwa. Związek małżeński ma charakter patrylokalny.